# Alessandro Tarafino
Alessandro Tarafino (Cento, 6 dicembre 1971) è un allenatore di pallamano ed ex pallamanista italiano, direttore tecnico del Conversano e commissario tecnico della nazionale Under-18 italiana.
È il giocatore italiano più titolato nella storia della pallamano italiana assieme a Demis Radovčić, avendo vinto 29 titoli.

## Carriera

### Giocatore

#### Club

##### Mordano e Trieste
Inizia la sua carriera nel Mordano, squadra vicino alla sua città natia Cento. Nel 1993 si trasferisce al Principe Trieste, dove vince sette Scudetti e cinque Coppe Italia, diventando uno dei giocatori italiani più forti della penisola. 

##### Conversano
A gennaio 2003, complici problemi finanziari che colpiscono Trieste, si trasferisce assieme al compagno di squadra Alessandro Fusina ai rivali del Conversano. Al termine della stagione vince il double nazionale. Nei successivi due anni vince altri due Scudetti e una Coppa Italia. 

##### Italgest Casarano
Nell'estate del 2006 Tarafino viene ingaggiato dalla nuova realtà pugliese dell'Italgest Casarano, firmando un biennale. In una squadra costruita per vincere tutto, con nomi di calibro europeo, il centrale emiliano mette in bacheca altri due Scudetti, due Coppe Italia e una Supercoppa italiana.

##### Bologna United
Il 15 luglio 2008 viene ufficializzato il suo passaggio al Bologna United Handball. L'esperienza bolognese tuttavia si rivela deludente, con la squadra che viene eliminata in semifinale scudetto e conclude la stagione senza titoli (solamente nel 2004-2005 Tarafino non aveva alzato alcun trofeo).

##### Il ritorno al Conversano
L'avventura a Bologna si chiude dopo una sola stagione e infatti a luglio 2009 è ufficiale il ritorno in Puglia, più specialmente al Conversano. 
Durante la stagione 2010-2011 Conversano vive un momento di crisi, ma il successivo intervento come sponsor di PlanetWin365 salva la società dal fallimento, facendo vincere lo scudetto numero 14 del palmarès di Tarafino.
Il 7 maggio 2013, all'età di 42 anni, annuncia il suo addio alla pallamano giocata: con 14 scudetti, 11 Coppe Italia, 3 Supercoppe italiane e 1 Handball Trophy è il giocatore più titolato della pallamano italiana.

#### Nazionale
Veste la maglia azzurra dal 1991 al 2009, partecipando alle fasi finali dei Mondiali 1997 e degli Europei 1998; nell'estate del 1997 si classifica al secondo posto nei Giochi del Mediterraneo disputatisi in Puglia, con la Nazionale che perde di misura contro la favorita Croazia.

### Allenatore

#### Club

##### Conversano
Appena ritiratosi da giocatore nel 2013, gli viene subito affidata la panchina del Conversano per la stagione 2013-2014. Nella stagione 2017-2018 raggiunge la sua prima finale Scudetto da allenatore, perdendola contro i rivali della Pallamano Junior Fasano.
A dicembre 2020 vince il suo primo trofeo, battendo il Bolzano nella finale della Supercoppa italiana ai rigori. Il 14 febbraio 2021 si ripete vincendo la Coppa Italia in finale contro Cassano Magnago.
Il 19 maggio 2021 con tre giornate d'anticipo si laurea campione d'Italia, riportando lo Scudetto a Conversano dove mancava da 10 anni, e dove lui stesso da giocatore lo aveva vinto per l'ultima volta.
Ad inizio stagione 2021-2022 si ripete in Supercoppa, battendo il Cassano Magnago. In Coppa Italia viene sconfitto ai rigori dal Sassari. Il 29 maggio, con il pareggio ottenuto a Fasano in Gara 2 di finale scudetto, vince il suo secondo tricolore da allenatore.
Il 7 giugno 2025, a tre anni dall'ultima volta, festeggia il terzo Scudetto da allenatore dopo aver chiuso la Regular season al quarto posto e aver sconfitto le teste di serie numero 1 e 2 Cassano Magnago e Black Devils, vincendo la serie di finale contro questi ultimi per 2-0.

#### Nazionale
Il 3 giugno 2025, tramite comunicato stampa della FIGH, diventa il nuovo commissario tecnico della nazionale Under-18.

## Palmarès

### Giocatore

#### Club
- Campionato italiano di pallamano maschile: 14

Principe Trieste: 1993-94, 1994-95, 1995-96, 1996-97, 1999-00, 2000-01, 2001-02
Pallamano Conversano: 2002-03, 2003-04, 2005-06, 2009-10, 2010-11
Italgest Casarano: 2006-07, 2007-08
- Coppa Italia (pallamano maschile): 11

Principe Trieste: 1992-93, 1994-95, 1998-99, 2000-01, 2001-02
Pallamano Conversano: 2002-03, 2005-06, 2009-10, 2010-11
Italgest Casarano: 2006-07, 2007-08
- Supercoppa italiana: 3

Italgest Casarano: 2007
Pallamano Conversano: 2009, 2011
- Handball Trophy: 1

Pallamano Conversano: 2009-10

#### Nazionale
- Giochi del Mediterraneo

Bari 1997: 

### Allenatore

#### Competizioni nazionali
- Campionato italiano di pallamano maschile: 3

Conversano: 2020-21, 2021-22, 2024-25
- Coppa Italia (pallamano maschile): 1

Conversano: 2020-21
- Supercoppa italiana: 3

Conversano: 2020, 2021, 2022

## Statistiche

### Statistiche da allenatore
Statistiche aggiornate al 7 giugno 2025.
In grassetto le competizioni vinte.
| Stagione          | Squadra           | Campionato        | Campionato | Campionato | Campionato | Campionato | Coppe nazionali | Coppe nazionali | Coppe nazionali | Coppe nazionali | Coppe nazionali | Coppe continentali | Coppe continentali | Coppe continentali | Coppe continentali | Coppe continentali | Altre coppe | Altre coppe | Altre coppe | Altre coppe | Altre coppe | Totale | Totale | Totale | Totale | % Vittorie | Piazzamento                                                                |
| Stagione          | Squadra           | Comp              | G          | V          | N          | P          | Comp            | G               | V               | N               | P               | Comp               | G                  | V                  | N                  | P                  | Comp        | G           | V           | N           | P           | G      | V      | N      | P      | %          | Piazzamento                                                                |
| ----------------- | ----------------- | ----------------- | ---------- | ---------- | ---------- | ---------- | --------------- | --------------- | --------------- | --------------- | --------------- | ------------------ | ------------------ | ------------------ | ------------------ | ------------------ | ----------- | ----------- | ----------- | ----------- | ----------- | ------ | ------ | ------ | ------ | ---------- | -------------------------------------------------------------------------- |
| 2013-2014         | Conversano        | A                 | 16+4       | 4+3        | 0          | 12+1       | -               | -               | -               | -               | -               | -                  | -                  | -                  | -                  | -                  | -           | -           | -           | -           | -           | 20     | 7      | 0      | 13     | 35,00      | 8º posto stagione regolare 1º posto poule playout                          |
| 2014-2015         | Conversano        | A                 | 16+4       | 7+4        | 0          | 9+0        | -               | -               | -               | -               | -               | -                  | -                  | -                  | -                  | -                  | -           | -           | -           | -           | -           | 20     | 11     | 0      | 9      | 55,00      | 5º posto stagione regolare 1º posto poule playout                          |
| 2015-2016         | Conversano        | A                 | 16+8       | 13+5       | 0          | 3+3        | CI              | 3               | 0               | 0               | 3               | -                  | -                  | -                  | -                  | -                  | -           | -           | -           | -           | -           | 24     | 18     | 0      | 9      | 75,00      | 3º posto stagione regolare Eliminato in poule d'ammissione alle semifinali |
| 2016-2017         | Conversano        | A                 | 16+8       | 14+3       | 0          | 2+5        | CI              | 3               | 1               | 0               | 2               | -                  | -                  | -                  | -                  | -                  | -           | -           | -           | -           | -           | 27     | 18     | 0      | 9      | 66,67      | 2º posto stagione regolare Eliminato in poule d'ammissione alle semifinali |
| 2017-2018         | Conversano        | A                 | 16+15      | 15+9       | 0+1        | 1+5        | CI              | 3               | 1               | 1               | 1               | -                  | -                  | -                  | -                  | -                  | -           | -           | -           | -           | -           | 34     | 25     | 2      | 7      | 73,53      | 1º posto stagione regolare Finale scudetto                                 |
| 2018-2019         | Conversano        | A                 | 26+3       | 19+1       | 2          | 5+2        | CI              | 3               | 2               | 0               | 1               | -                  | -                  | -                  | -                  | -                  | -           | -           | -           | -           | -           | 32     | 22     | 2      | 8      | 68,75      | 3º posto stagione regolare Semifinali scudetto                             |
| 2019-2020         | Conversano        | A                 | 20         | 16         | 0          | 4          | CI              | 2               | 1               | 0               | 1               | -                  | -                  | -                  | -                  | -                  | -           | -           | -           | -           | -           | 21     | 17     | 0      | 5      | 80,95      | 1º posto                                                                   |
| 2020-2021         | Conversano        | A                 | 28         | 25         | 1          | 2          | CI              | 3               | 3               | 0               | 0               | -                  | -                  | -                  | -                  | -                  | SI          | 1           | 1           | 0           | 0           | 32     | 29     | 1      | 2      | 90,63      | 1º posto                                                                   |
| 2021-2022         | Conversano        | A                 | 24+4       | 20+3       | 2+1        | 2          | CI              | 3               | 2               | 1               | 0               | EC                 | 4                  | 3                  | 0                  | 1                  | SI          | 1           | 1           | 0           | 0           | 30     | 26     | 3      | 3      | 86,67      | 2º posto stagione regolare, vince i playoff Scudetto                       |
| 2022-2023         | Conversano        | A                 | 26         | 21         | 1          | 4          | CI              | 2               | 1               | 0               | 1               | EC                 | 2                  | 1                  | 0                  | 1                  | SI          | 1           | 1           | 0           | 0           | 31     | 24     | 1      | 6      | 77,42      | 5º posto                                                                   |
| 2023-2024         | Conversano        | A                 | 26+3       | 19+1       | 1          | 6+2        | CI              | 1               | 0               | 0               | 1               | -                  | -                  | -                  | -                  | -                  | -           | -           | -           | -           | -           | 27     | 19     | 1      | 7      | 70,37      | 3º posto                                                                   |
| 2024-2025         | Conversano        | A                 | 26+4       | 20+3       | 0+1        | 6          | CI              | 3               | 2               | 0               | 1               | EC                 | 2                  | 0                  | 0                  | 2                  | -           | -           | -           | -           | -           | 35     | 25     | 1      | 9      | 71,43      | 4º posto stagione regolare, vince i playoff Scudetto                       |
| Totale Conversano | Totale Conversano | Totale Conversano | 309        | 225        | 10         | 74         |                 | 26              | 13              | 2               | 11              |                    | 8                  | 4                  | 0                  | 4                  |             | 3           | 3           | 0           | 0           | 341    | 233    | 12     | 90     | 68,33      |                                                                            |
| Totale carriera   | Totale carriera   | Totale carriera   | 309        | 225        | 10         | 74         |                 | 26              | 13              | 2               | 11              |                    | 8                  | 4                  | 0                  | 4                  |             | 3           | 3           | 0           | 0           | 341    | 233    | 12     | 90     | 68,33      |                                                                            |